# Tubercolosi intestinale
La tubercolosi intestinale rappresenta una delle manifestazioni extra-polmonari di tubercolosi, che può manifestarsi nel contesto di una TBC polmonare attiva o senza coinvolgimento polmonare.

## Epidemiologia[1]
La TBC intestinale si manifesta nell'1-3% dei casi totali di infezione tubercolare, rappresentando l'11-16% dei casi di tubercolosi extra-polmonare.
Alcuni studi sembrano mostrare una maggiore prevalenza nel sesso femminile, tuttavia altri non evidenziano una prevalenza di sesso; rilevanti ai fini epidemiologici sono invece le condizioni socio-economiche e lo stato di immunocompetenza del soggetto infetto, infatti nei paesi sviluppati la patologia si manifesta quai esclusivamente in soggetti immunocompromessi (es: HIV+/AIDS o terapia soppressiva per trapianto di organi solidi.

## Vie di trasmissione e patogenesi[1]
Le manifestazioni GI di infezione tubercolare possono avvenire in seguito a:
- Diffusione del M. tubercolosis da un'altra sede, in particolare:
  - Ingestione di espettorato in pazienti con TBC polmonare attiva
  - Diffusione per via ematogena da un focus distante
  - Diffusione linfatica tramite linfonodi infetti
  - Estensione per contiguità da un sito infetto
- Ingestione di M. bovis tramite prodotti infetti (spesso latte non pastorizzato).

A seconda della via di acquisizione, la tubercolosi intestinale può essere classificata in:
- PRIMARIA: se acquisita in seguito a ingestione di M. bovis
- SECONDARIA: se acquisita per diffusione da malattia polmonare attiva

## Presentazione clinica[1]
La porzione prevalentemente coinvolta da malattia è quella ileo-ciecale, tuttavia l'intero tratto GI può essere coinvolto.
La presentazione è caratterizzata da sintomi non specifici, che spesso comportano un ritardo diagnostico, in particolare:
- Dolore addominale
- Anoressia
- Febbre
- Cambia nelle abitudini dell'alvo (diarrea più frequente di stipsi)
- Nausea e vomito
- Stipsi

A questi è possibile aggiungere segni obiettivabili, quali:
- Perdita di peso
- Pallore e anemia
- Distensione addominale e ascite
- Epato-splenomegalia
- Linfadenopatia
- Massa addominale

In ogni caso occorre ricordare che talvolta la malattia si può presentare anche in assenza di sintomi gastro-intestinali.
Sono inoltre state individuate quattro principali forme di tubercolosi intestinale:
- Ulcerativa (più comune), caratterizzata da ulcere trasverse superficiali
- Ipertrofica, caratterizzata dalla presenza di aggregati infiammatori, secondari a una reazione iperplastica
- Ulcero-ipertrofica, una combinazione delle due forme precedenti
- Fibrosa-stenosante, caratterizzata dalla presenza di fibrosi, che può portare alla formazione di stenosi.

### Complicanze
Talvolta la malattia si può complicare e portare a occlusione intestinale, perforazione o fistolizzazione; in tutti questi casi sarà necessario intervenire chirurgicamente per risolvere il problema.

## Diagnosi
Dall'RX clisma opaco doppio contrasto si notano delle sezioni coliche a "manicotto".
La Colonscopia può rilevare ulcerazioni ed infiltrazioni. Dall'esame bioptico (in asciutto) di queste lesioni e dall'analisi diretta al microscopio e colturale è solitamente possibile isolare il micobatterio ed ottenerne l'antibiogramma specifico.